# Eddie Baker (Musiker)
Edward „Eddie“ Baker Jr (* 13. Oktober 1927 in Chicago, Illinois; † 31. Juli 2018) war ein US-amerikanischer Jazzmusiker (Piano, auch Komposition).

## Leben und Wirken
Baker hatte mit zehn Jahren zunächst klassischen Klavierunterricht am Konservatorium, bevor er sich für die Jazzmusik zu interessieren begann. 1948 hatte er privaten Unterricht bei Bill Russo. Er fing seine Karriere als Musiker in der  Bebopära der späten 1940er-Jahre in Chicago an; 1950 begleitete er Miles Davis bei einem Auftritt in Chicago, im folgenden Jahr spielte er mit Illinois Jacquet, dann auch mit Sonny Stitt, Paul Bascomb und mit dem Bassisten Wilbur Ware, mit dem im Laufe seiner Karriere noch häufig zusammenarbeiten sollte. Erste Aufnahmen entstanden 1952, als er mit Melvin Moore, Harold Ousley, Dave Young (Baritonsaxophon), Sylvester Hickman (Bass) und Earl Phillips (Schlagzeug) in der Begleitband des Sängers Dr. Jo Jo Adams spielte.
Mitte der 1950er-Jahre nahm Russo den Pianisten auf eine Europa-Tournee mit; 1956 trat Baker in Honolulu als Begleiter von Billie Holiday auf. In den folgenden Jahren spielte er in Chicago mit Roy Eldridge, Bill Russo (The World of Alcina, 1955) und Ira Sullivan/Sandy Mosse. Unter eigenem Namen spielte Baker 1957 mit Jimmy Gourley, Leroy Jackson und Dorrell Anderson (Schlagzeug) zwei Titel ein, die auf der Kompilation Chicago Scene erschienen sind. 1958 nahm er noch mit der Band von Max Roach auf (Max on the Chicago Scene, mit Booker Little, George Coleman, Bob Cranshaw). Im Bereich des Jazz war er zwischen 1952 und 1958 an sieben Aufnahmesessions beteiligt. Für Russo komponierte er L’Affaire Bugs, für Max Roach Memo: To Maurice.
In den 1960er-Jahren lebte Baker in Kansas City und arbeitete dort als Bandleader mit dem New Breed Jazz Orchestra, einer 18-köpfigen Bigband. Mit ihr hatte der zwölfjährige Kevin Mahogany seinen ersten professionellen Auftritt. In späteren Jahren war Baker Mitbegründer der Jazz Hall of Fame in Kansas City, was schließlich zum Aufbau des American Jazz Museum führte. 2002 trat er noch mit dem Chicago Jazz Ensemble und Bill Holman auf dem Chicago Jazz Festival auf.

## Diskographische Hinweise
- Sandy Mosse – Ira Schulman – Eddie Baker: Chicago Scene (Quality/Argo, 1957), mit Dave Mulholland, Jimmy Gourley, Leroy Jackson, Dorrell Anderson